# 孝平獻皇后
孝平獻皇后米氏（？—？），後晉睿祖石昱妻。
米氏事跡不詳，只知她嫁與後晉睿祖及生後晉憲祖石紹雍。天福（937年）五月，後晉高祖石敬瑭追尊米氏諡號為孝平獻皇后。